# Cutremurul din Tainan (2016)
Cutremurul din Tainan a avut loc pe 6 februarie 2016, având o magnitudine de 6,4 pe scara Richter. Epicentrul cutremurului a fost localizat la 28 km nord-est de orașul Pingtung, în sudul Taiwanului. Cutremurul a lovit la o adâncime de 23 km, fiind deci un cutremur de suprafață și având o intensitate de VII (foarte puternic) pe scara Mercalli. Cele mai importante pagube s-au înregistrat în Tainan, 24 de persoane fiind ucise și alte câteva sute rănite.

## Pagube și victime

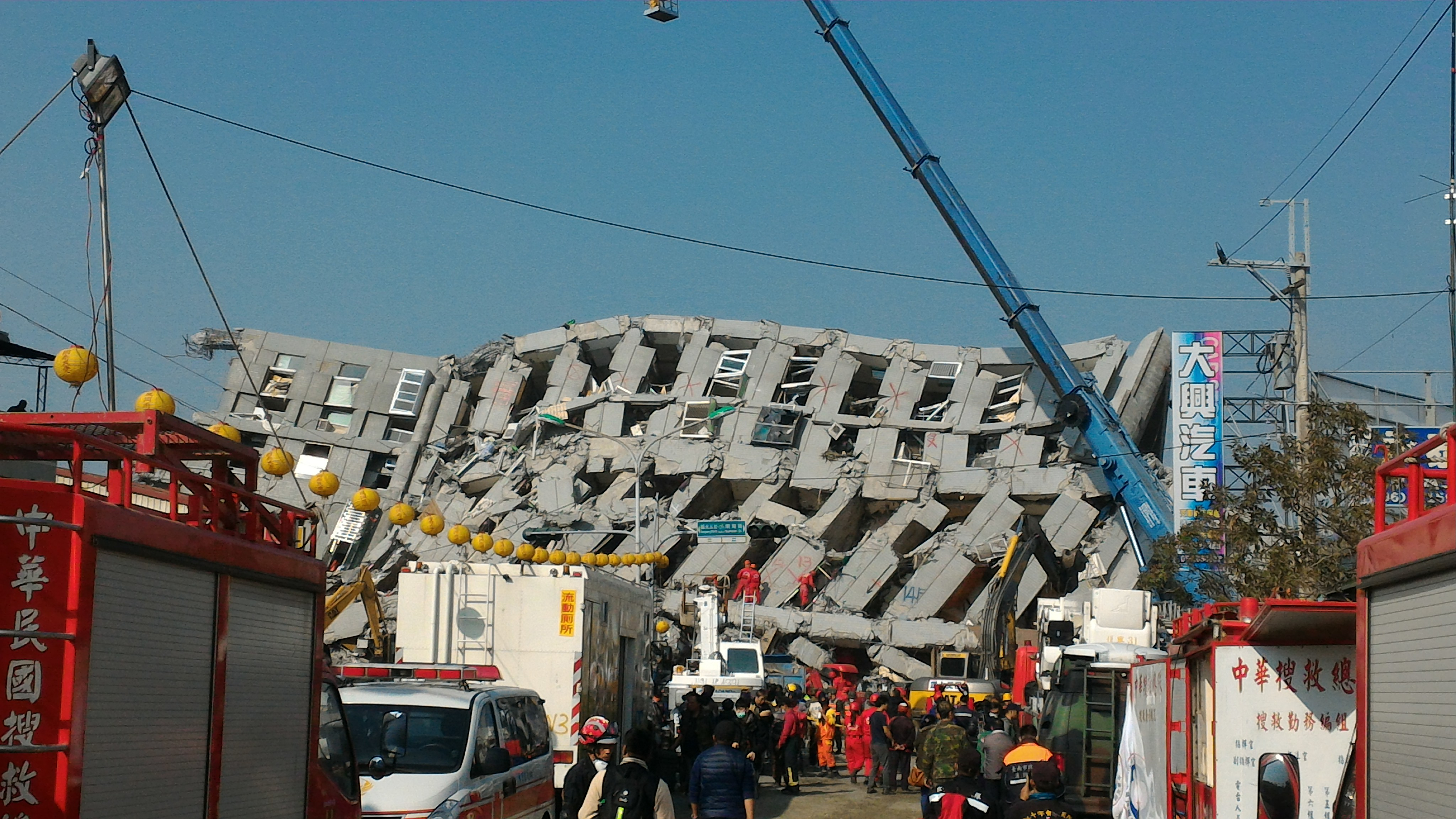
Echipe de salvatori la ruinele clădirii rezidențiale Weiguan Jinlong

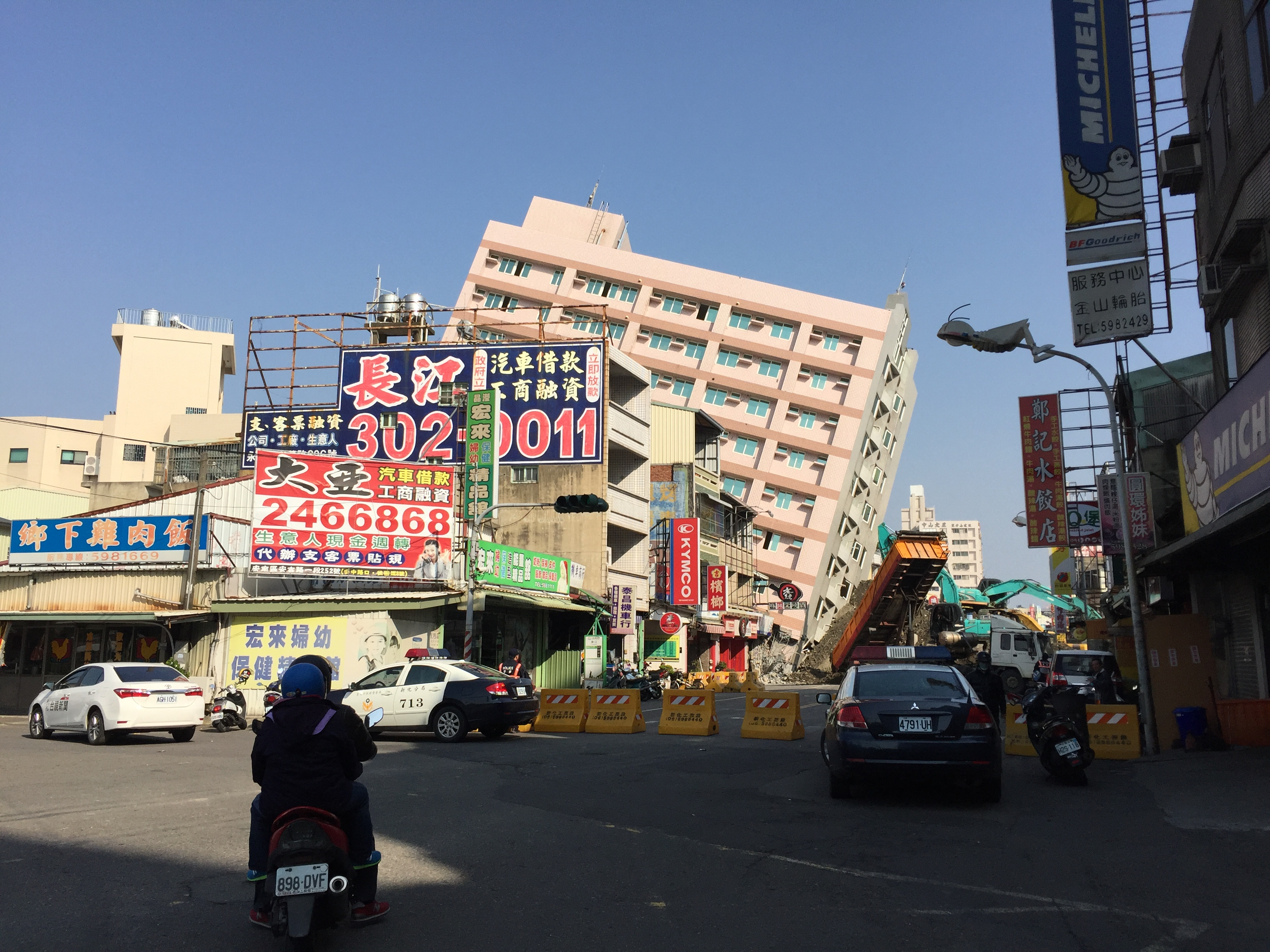
Clădirea King's Town Bank de pe Strada Zhongshan, avariată în urma cutremurului

Cel mai afectat oraș a fost Tainan, unde mai multe clădiri s-au prăbușit, inclusiv un complex rezidențial format din patru clădiri cu aproximativ 100 de apartamente. 22 din cele 24 de decese s-au înregistrat aici. O femeie de 56 de ani a murit după ce a fost lovită de un rezervor de apă în altă parte a orașului, tot din cauza dărâmăturilor în cădere având loc și cel de-al 24-lea deces. Salvatorii au montat scări hidraulice și o macara pentru a căuta printre dărâmături eventuali supraviețuitori. 220 de oameni au fost scoși la suprafață în siguranță, dintre aceștia 150 au fost transportați la spitale din regiune. Oficialii orașului declarau că este prea devreme pentru a determina dacă lucrările prost făcute au fost un factor al prăbușirii complexului. Liu Shih-chung, vice-secretar general al orașului, spunea că imaginile cu ruinele clădirii sugerează posibile probleme structurale legate de proasta calitate a oțelului armat și a cimentului folosite la construcția clădirii. Același Liu Shih-chung spunea că locatarii clădirii erau în principal studenți ai unei universități din apropiere și că aceștia nu s-au plâns niciodată de condiții. Locatarii clădirii, care era cea mai înaltă din zonă, spun că a fost construită înaintea devastatorului cutremur din 1999 care a omorât peste 2000 de oameni. Acel cutremur a determinat autoritățile să înăsprească standardele de construcție în întreg Taiwanul.
În tot orașul, nouă clădiri s-au prăbușit, iar alte cinci au suferit pagube majore. Un contingent de 1236 de salvatori a fost dislocat în oraș, inclusiv 840 membrii ai armatei, împreună cu șase elicoptere și 23 de câini salvatori.